# Kanye
Kanye ist eine Stadt in Botswana mit 47.007 Einwohnern (Stand Volkszählung 2011).
Sie liegt am Trans-Kalahari Highway, in der Nähe von Gaborone und Lobatse.
Um die Stadt herum entstand zu Beginn des 19. Jahrhunderts der sogenannte Bangwaketse-Staat, in dessen Schutz die Barolong vor der Verfolgung durch die Buren flohen.
Ein 80-minütiger Dokumentarfilm über die königliche Familie Bangwaketse wurde in Kanye in den Jahren 2003 bis 2005 gedreht. Er kam unter dem Titel The Queen’s Courtyard in den Verleih.

## Söhne und Töchter der Stadt
- Quett Masire (1925–2017), Präsident von Botswana
- Letsile Tebogo (* 2003), Sprinter